# Sabin Ilie
Sabin Ilie (Craiova, Rumania, 11 de mayo de 1975) es un exfutbolista y entrenador rumano. Jugaba de delantero, y entre otros equipos defendió al Valencia de la Primera División de España, además de militar en equipos de Rumania, Turquía, Alemania, Hungría, China y Grecia. Actualmente dirige al Viitorul Domnești de Rumania.

## Trayectoria
Illie tuvo una dilatada carrera, que lo llevó a vestir las camisetas de diecinueve equipos diferentes. Comenzó su carrera en el Electroputere Craiova, luego fichando por el Steaua București y el Național București, para luego jugar en equipos de Turquía, Alemania y España. Jugó en el Fenerbahçe y en el Kocaelispor turcos. Además, estuvo 4 años cobrando en el Valencia CF.

## Vida personal
Sabin es el hermano menor del también exfutbolista Adrian Ilie. Era apodado "La Cobrita", diminutivo del apodo de su hermano mayor.

## Clubes
| Club                          | País     | Periodo   |
| ----------------------------- | -------- | --------- |
| Electroputere Craiova         | Rumania  | 1993-1994 |
| Brașov                        | Rumania  | 1994      |
| Steaua Bucarest               | Rumania  | 1995-1997 |
| Fenerbahçe                    | Turquía  | 1996-1998 |
| Kocaelispor                   | Turquía  | 1998      |
| Valencia CF                   | España   | 1998-2002 |
| → Lleida (cedido)             | España   | 1998-1999 |
| → Steaua Bucarest (cedido)    | Rumania  | 1999      |
| → National București (cedido) | Rumania  | 2000      |
| → Energie Cottbus (cedido)    | Alemania | 2001      |
| → Dinamo București (cedido)   | Rumania  | 2001      |
| → National București (cedido) | Rumania  | 2002      |
| Debreceni                     | Hungría  | 2002-2003 |
| Rapid de Bucarest             | Rumania  | 2003-2005 |
| Changchun Yatai               | China    | 2005      |
| Fotbal Club Vaslui            | Rumania  | 2005      |
| Jiangsu Suning                | China    | 2006      |
| FC UTA Arad                   | Rumania  | 2006-2007 |
| Iraklis                       | Grecia   | 2007      |
| SCM Dunărea Giurgiu           | Rumania  | 2007      |
| Qingdao Hailifeng F.C.        | China    | 2008-2009 |
| Viitorul Domnești             | Rumania  | 2018      |

## Palmarés

### Campeonatos nacionales
| Título               | Club             | País    | Año  |
| -------------------- | ---------------- | ------- | ---- |
| Liga de Rumania      | Steaua Bucarest  | Rumania | 1995 |
| Supercopa de Rumanía | Steaua Bucarest  | Rumania | 1995 |
| Liga de Rumania      | Steaua Bucarest  | Rumania | 1996 |
| Copa de Rumania      | Steaua Bucarest  | Rumania | 1996 |
| Copa del Rey         | Valencia CF      | España  | 1999 |
| Liga de Rumania      | Dinamo București | Rumania | 2002 |

### Campeonatos internacionales
| Título              | Club        | País   | Año  |
| ------------------- | ----------- | ------ | ---- |
| Copa Intertoto UEFA | Valencia CF | España | 1998 |

### Distinciones individuales
| Distinción                           | Año  |
| ------------------------------------ | ---- |
| Bota de Oro de la Liga I             | 1997 |
| Bota de Oro de la Primera Liga China | 2008 |